# Неаполитанская песня
Неаполита́нская пе́сня (итал. canzone napoletana) — песня на неаполитанском диалекте итальянского языка. Исполняется сольно и преимущественно мужчинами. Может рассматриваться одновременно как музыкально-поэтическое народное творчество региона Кампания и как поджанр лёгкой музыки.

## Классический период
Институализация неаполитанской песни как самостоятельного явления в итальянской народной музыке произошла в 1830-х годах, когда в Неаполе начали проводиться ежегодные песенные конкурсы. На первом таком конкурсе победительницей была названа песня Te voglio bene assaie, авторство которой приписывается Гаэтано Доницетти. Фестиваль проводился в неизменной форме на протяжении ста двадцати лет.
Неаполитанские песни в их классическом виде сочинялись вплоть до начала Второй мировой войны. Авторами значительного их числа являются Сальваторе Ди Джакомо (Salvatore Di Giacomo), Либеро Бовио (Libero Bovio), Эрнесто Муроло (Ernesto Murolo), Марио (E. A. Mario, настоящее имя Джованни Гаэта).
В послевоенные годы XX века классический период продолжился в новом виде. В 1952 году организацию Фестивалей неаполитанской песни взяло на себя итальянское радио и телевидение, и в форме, соответствующей требованиям нового времени, они проводились ещё двадцать лет. В это время большой авторский вклад внесли, в частности, Ренато Карозоне, Доменико Модуньо, которые при этом были и знаменитыми исполнителями.
Классический период закончился приблизительно к 1970-м годам. В итоге репертуар классических неаполитанских песен насчитывает несколько сотен названий, десятки из которых исполняются многочисленными артистами до сих пор.
Самыми известными являются:
- Fenesta ca lucive (Не светится оконце, 1842) музыка Винченцо Беллини, слова Джулио Дженоино
- Santa Lucia (Санта Лючия, 1848) музыка Теодоро Коттрау, слова Энрико Коссовича
- Funiculì funiculà (Фуникулер, 1880) Луиджи Денца / Пеппино Турко
- O sole mio (Мое солнце, 1898) Эдуардо ди Капуа / Джованни Капурро
- Torna a Surriento (Вернись в Сорренто, 1904) Эрнесто де Куртис / Джамбаттиста де Куртис
- Canta pe' me (Пой мне, 1909) Эрнесто де Куртис / Либеро Бовио
- Core 'ngrato (1911) Сальваторе Кардилло / Риккардо Кордиферро
- ’O surdato ’nnammurato[итал.] (Влюбленный солдат, 1915) Энрико Каннио / Аньелло Калифано
- Senza Nisciuno (1915) Эрнесто де Куртис / Антонио Барбьери
- Dicitencello vuje (Скажите, девушки, 1930) Родольфо Фальво / Энцо Фуско
- Marechiare (1885) Франческо Паоло Тости / Сальваторе ди Джакомо
- Era de maggio[итал.] (1885) Марио Паскуале Коста / Сальваторе ди Джакомо
- Serenata napulitana (1887) Марио Паскуале Коста / Сальваторе ди Джакомо
- ’E spingule frangese (1888) Энрико де Лева / Сальваторе ди Джакомо
- Maria Marì (1899) Эдуардо ди Капуа / Винченцо Руссо
- Voce ’e notte (1905) Эрнесто де Куртис / Эдуардо Николарди
- Reginella[итал.] (1917) Гаэтано Лама / Либеро Бовио
- Santa Lucia luntana[итал.] (1920) музыка и слова Э. А. Марио
- Canzona appassiunata (1922) музыка и слова Э. А. Марио
- ’O Paese d’ ’o sole (1925) Д’Аннибале / Либеро Бовио
- Passione (1935) Никола Валенте и Эрнесто Тальяферри / Либеро Бовио
- Na sera 'e maggio (1938) Джузеппе Чоффи / Эджидио (Джиджи) Пизано
- Munasterio 'e Santa Chiara[итал.] (1945) Барберис / Гальдьери

Из песен послевоенного периода:
- Luna rossa[итал.] (1950) Виан / Винченцо де Крешенцо
- Anema e core[итал.] (1950) Сальво д’Эспозито / Тито Манлио
- Malafemmena[итал.] (1951) музыка и слова Антонио Де Куртис (Тото)
- Luna caprese (1953) Луиджи Риччарди / Аугусто Чезарео
- Maruzzella[итал.] (1954) Ренато Карозоне / Энцо Бонагура
- Lazzarella (1957) Доменико Модуньо / Риккардо Паццалья
- Malinconico autunno (1957) В. Де Крешенцо / Ф. Рендине
- Tu vuò fà l’americano (1956) Ренато Карозоне / Низа
- 'O sarracino[итал.] (1958) Ренато Карозоне / Низа
- Indifferentemente[итал.] (1963) Сальваторе Маццокко / Умберто Мартуччи
- Tu si' 'na cosa grande (1964) Доменико Модуньо / Джильи

## Всемирная известность неаполитанской песни
Неаполитанская песня всемирно известна в первую очередь благодаря тому, что избранные образцы этого жанра включают в свои концертные репертуары знаменитые оперные теноры. Начало этой традиции положил в первые десятилетия XX века Энрико Карузо, продолжили её Беньямино Джильи, Франко Корелли, Джузеппе Ди Стефано, Марио Ланца, Лучано Паваротти. В последние десятилетия XX века традиция была поддержана авторитетом трёх теноров (i Tre Tenori), Марио Треви, Серджо Бруни (Sergio Bruni), Марио Аббате Mario Abbate), Роберто Муроло (Roberto Murolo).
В Советском Союзе наибольшей популярностью пользовались неаполитанские песни в исполнении Михаила Александро́вича.

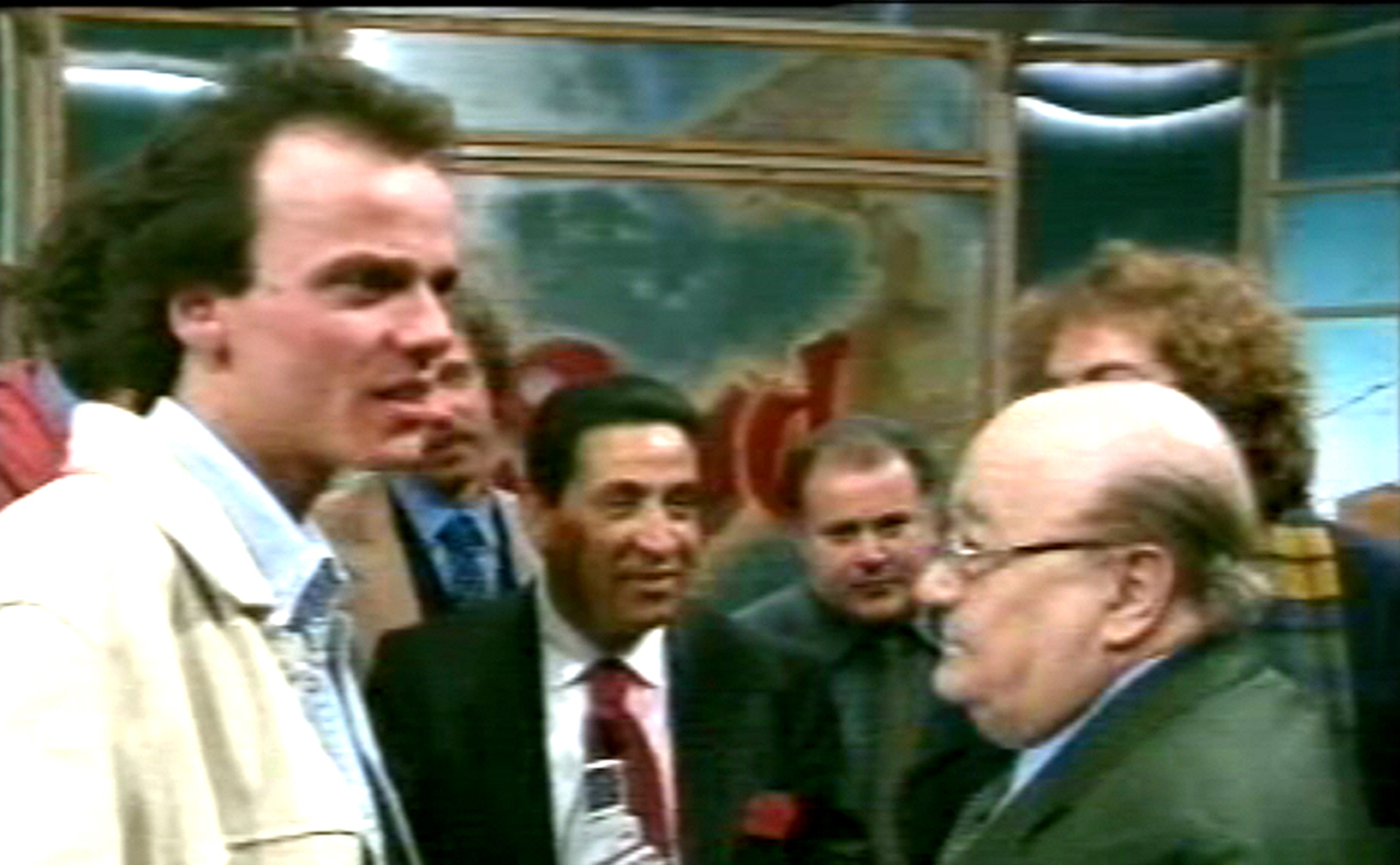
Джиджи Д’Алессио, Марио Треви, Аурелио Фьерро (1998)

В США их популярность связана с именем Ренато Карозоне.
В 1991 году под руководством Ренцо Арборе (Renzo Arbore) был организован «Итальянский оркестр» (l’Orchestra Italiana). Целью его была широкая популяризация неаполитанской песни среди массовой аудитории за пределами Италии. Неаполитанский репертуар коллектива составляли как классические произведения, ранее прославившиеся благодаря их исполнению оперными певцами, так и менее известные в мире, сочинённые в послевоенные десятилетия XX века.
Отдельные неаполитанские песни хорошо известны в переводах на другие языки. Существуют русские тексты песен «Скажите, девушки» (Dicitencello vuje), «Ты хочешь быть американцем» (Tu vuò fa l’americano) и др.

## Неаполитанская неомелодика
Родоначальником неомелодического направления считается Нино Д’Анджело. Настоящий бум его начался в последнем десятилетии XX века.
Композиторы, сохраняя традиционный неаполитанский мелодизм, обогащают свои сочинения ритмами фламенко, латиноамериканскими и другими современными ритмами, а артисты широко используют современные музыкальные инструменты. В неомелодической манере исполняются и классические песни. Среди крупнейших неомелодистов: Джиджи Д’Алессио, Кармело Дзаппулла, Франко Морено (Franco Moreno), Мауро Нарди (Mauro Nardi), Лино Капоцци (Lino Capozzi), Джанни Челесте (Gianni Celeste).